# Carex saxicola
Carex saxicola är en halvgräsart som beskrevs av Tang och Fa Tsuan Wang. Carex saxicola ingår i släktet starrar, och familjen halvgräs.
Artens utbredningsområde är Hainan (Kina). Inga underarter finns listade i Catalogue of Life.